# Erica Moore
Erica Moore (Seymour, 25 marzo 1988) è una mezzofondista statunitense.

## Palmarès

### Mondiali indoor
- 1 medaglia:
  - 1 bronzo (Istanbul 2012 negli 800 metri piani)